# ادوارد آرتسرونیان
ادوارد سیمونی آرتسرونیان (ارمنی: Էդուարդ Սիմոնի Արծրունյան؛ زاده ۲۸ دسامبر ۱۹۲۹ - درگذشته ۵ مهٔ ۲۰۱۰) نقاش اهل ارمنستان بود.

## زندگی‌نامه
وی در ۲۸ دسامبر ۱۹۲۹ در لنیناکان به دنیا آمد و از مدرسه نقاشی گیومری (۱۹۴۴) کالج دولتی هنرهای زیبای پانوس ترلمزیان (۱۹۴۶) آکادمی امپریال هنر (۱۹۵۱) فارغ‌التحصیل گشت.   وی همچنین برنده جوایزی همچون نقاش مردمی ارمنستان شوروی و نقاش شایسته ارمنستان شوروی شد. وی در ۵ مهٔ ۲۰۱۰ در سن ۸۰ سالگی در ایروان درگذشت.